# Growing Up Coy
Pour plus de détails, voir Fiche technique et Distribution.
Growing Up Coy est un documentaire de 2016 réalisé par Eric Juhola et produit par Still Point Pictures. Le film raconte une affaire majeure de 2013 dans laquelle le département des droits civiques du Colorado (Colorado Civil Rights Division (en)) s'est prononcé en faveur de Coy Mathis, une enfant trans de six ans qui voulait utiliser les toilettes des filles de son école primaire à Fountain, Colorado.

## Synopsis
Le film suit Jeremy et Kathryn Mathis ainsi que leurs cinq enfants sur plusieurs années dans le Colorado. Une des enfants, Coy Mathis, est une jeune fille trans qui a fait son coming-out à la maternelle. Elle a pu utiliser les toilettes des filles sans souci jusqu'à ce que le proviseur informe ses parents qu'à partir du CP, Coy devra utiliser les toilettes des garçons ou celle de l'infirmerie. Plutôt que d'accepter, Jeremy et Kathryn retirent leurs enfants de l'école et contactent l'organisation Transgender Legal Defense & Education Fund (en) pour soumettre une plainte devant le département des droits civiques du Colorado (Colorado Civil Rights Division).
Attendant la décision, la famille Mathis décide de rendre l'affaire publique et se retrouve au centre d'une tempête médiatique internationale, incluant un passage controversé dans le talk-show Katie (en) et un long article dans Rolling Stone. Le film montre comment la pression des médias crée des tensions dans le mariage de Jeremy et Kathryn, aboutissant à leur séparation. À la fin, un jugement en leur faveur est prononcé, permettant aux personnes trans d'utiliser les toilettes correspondant à leur identité de genre dans l'état du Colorado.

## Fiche technique
Sauf indication contraire, les informations mentionnées dans cette section peuvent être confirmées par les bases de données cinématographiques IMDb et Allociné,  présentes dans la section « Liens externes ».
- Titre original : Growing Up Coy
- Réalisation et scénario : Eric Juhola
- Son : Christopher Libertino
- Société de production : Still Point Pictures
- Société de distribution : Outcast Film
- Pays de production :  États-Unis
- Langue originale : anglais
- Format : couleurs - 2,35:1
- Durée : 83 minutes
- Date de sortie : 
  - USA : 16 juin 2016

## Production
Le tournage du film a commencé en janvier 2013, quelques semaines avant que la famille Mathis décide de contacter la presse et de rendre l'affaire publique, et a duré 3 ans jusqu'en mai 2016.

## Accueil
Le documentaire est salué par la critique pour sa sensibilité autour d'un sujet controversé. Cara Buckley du New York Times écrit que le film  ne pouvait pas tomber à un meilleur moment, avec les discussions sur la transidentité dans le débat public. Nigel Smith du Guardian juge que le film est plus qu'un simple film militant qui reste d'actualité avec la loi HB2 en Caroline du Nord. Pour Megan Nanney, le film ne propose pas d'analyse et laisse l'audience se faire son propre avis sur les questions plus larges autour la transidentité.
Le film a remporté plusieurs prix, dont celui du meilleur documentaire au festival de Raindance à Londres et au Bend Film Festival dans l’Oregon, ainsi que le prix spécial Festival Theme du festival du film de Ojai. En janvier 2017, le film est sorti dans le monde entier sur Netflix,.

### Impact
On attribue à cette affaire le déclenchement d'une vague de propositions de lois concernant l'usage des toilettes à travers les États-Unis dans les années qui ont suivi.